# M982 Excalibur
M982 Excalibur navođenaje  topnička granata od 155 mm koju su razvili američki Raytheon i švedski Bofors.

## Opis
Ovo navođeno streljivo može postići radijus točnosti (CEP) od 5 do 10 metara na udaljenosti paljbe do 50 kilometara. To je u usporedbi s konvencionalnim nevođenim projektilima za 25 km povećani domet koji se postiže izgaranjem plinskog generatora u stražnjem dijelu projektila tijekom leta, što smanjuje turbulenciju iza baze projektila i time smanjuje gubitak brzine. Osim toga, projektil ima trapezoidna klizna krila (kanarde) na prednjem kraju, koja ne samo da povećavaju domet, već i čine projektil upravljivim. Nakon što dosegne apogej putanje (najveću visinu), projektil otvara svoje kanarde i tako usmjerava na programirani GPS položaj prije lansiranja.
Švedska je pridonijela razvoju streljiva s 55,1 milijuna dolara. Troškovi nabave topničke granate su vrlo visoki, primijenjeno na pojedinačnu jedinicu, troškovi programa iznose preko 250 000 američkih dolara.
Nakon pozitivnog borbenog iskustva u Iraku u ljeto 2007., gdje je 92 % ispaljenih granata palo unutar radijusa od 4 metra od ciljne točke, američka vojska odlučila je povećati proizvodnju s 18 granata mjesečno na 150. Do početka 2021. godine Raytheon je proizveo 14 000 Excalibura.

## Verzije
- VExcalibur Block I s monoblok bojnom glavom
  - Excalibur Block Ia-1: Ubrzan razvoj, stoga smanjen domet. U službi od 2007. godine
  - Excalibur Block Ia-2
  - Excalibur Block Ib: puna učinkovitost i smanjeni troškovi
- Excalibur Block II Nosi 64 DPICM ili dva SADARM podstreljiva.
- Excalibur Block III Još nije u potpunosti specificirano, ali bi trebao sam moći detektirati ciljeve.
- Inačica Excalibur S s kombiniranim GPS-om i laserskim tražilicom cilja.
- Excalibur N verzija s kalibrom 127 mm za mornaričko topništvo.

## Operatori
- Australija – 250 granata
- Indija– 1200
- Jordan
- Kanada  – 200
- Nizozemska – 3699
- Norveška
- Švedska
- Španjolska – 100
- Ukrajina – Isporučuje se iz američkih zaliha kao dio inozemne pomoći Ukrajini[3][4][5]
- Ujedinjeno Kraljevstvo
- Sjedinjene Američke Države

## Vanjske poveznice
- Precision Guided Extended Range Artillery Projectile na globalsecurity.org
- David P. Valcourt. 2005. Army’s Precision Fires Study